# Yasin Hamed
Yasin Khalid Abdelrahman Hamed (n. 12 septembrie 1999, Salonta, Regiunea de dezvoltare Nord-Vest, România) este un fotbalist profesionist româno-sudanez care joacă pentru Nyiregyhaza , în Liga a II-a a campionatului Ungariei. Deși s-a născut în România, acesta reprezintă Sudanul la nivel internațional.
Cariera până la 23 de ani
Yasin Hamed a început fotbalul în Salonta, localitatea sa natală, de unde a plecat, la vârsta de 17 ani, la ASA Târgu Mureș. Aici a reușit să debuteze în prima ligă, sub comanda lui Dario Bonetti, însă a bifat doar trei apariții în campionat. În iarna anului 2017 a semnat cu Pandurii Târgu Jiu, unde a impresionat sub comanda lui Flavius Stoican. Mai mult, acesta urma să declare doar cuvinte de laudă la adresa tehnicianului. 
În vara anului 2017, după ce Dan Petrescu a semnat cu CFR Cluj, Hamed s-a numărat printre cele 17 transferuri pe care clubul le-a făcut pentru a ataca titlul, pe care l-a și câștigat un an mai târziu. Totuși, Hamed nu a evoluat deloc pentru clujeni, iar după numai un an a semnat cu Sepsi Sfântu Gheorghe.
Aici a jucat mai mult, a reușit să și marcheze pentru echipa din Covasna și, astfel, a atras privirile Echipei Naționale, însă a Sudanului, nu a României, pentru care a și evoluat la Cupa Africii, întâlnindu-l pe Mohamed Salah, unul dintre cei mai buni jucători ai lui Liverpool.
Doi ani mai târziu, în 2020, a fost împrumutat la FK Csikszereda, în Liga a II-a, însă nu a disputat niciun minut pentru divizionara secundă din cauza întreruperii competițiilor provocate de coronavirus. A ratat transferuri la Debrecen sau Sheriff Tiraspol, însă, tot în acel an, a semnat cu Nyiregyhaza, o echipă din al doilea eșalon maghiar. 
În vara anului 2022 este împrumutat la Bekescsaba, o altă echipă din eșalonul 2 al Ungariei, alături de care reușește contra-performanța de a retrograda în Liga a 3 a.